# Ctenus pilosus
Espèce
Ctenus pilosus est une espèce d'araignées aranéomorphes de la famille des Ctenidae.

## Distribution
Cette espèce est endémique de Cuba.

## Systématique et taxinomie
Le nom de cette espèce est préoccupé par Ctenus pilosus Thorell, 1899, un nom de remplacement est nécessaire si sa validité est confirmée.

## Publication originale
- Franganillo, 1930 : Arácnidos de Cuba: Mas arácnidos nuevos de la Isla de Cuba. Memorias del Instituto Nacional de Investigaciones Científicas, vol. 1, p. 47-99.